# Sébastien Dockier
Sébastien Dockier (* 28. Dezember 1989 in Bonheiden) ist ein belgischer Hockeyspieler. 2016 gewann er mit der belgischen Nationalmannschaft die olympische Silbermedaille, 2018 wurde er Weltmeister und 2021 Olympiasieger.

## Sportliche Karriere
Der Stürmer spielte in den 2010er Jahren für Royal Beerschot THC und für den HC ’s-Hertogenbosch.
2013 war Belgien Gastgeberland der Europameisterschaft in Boom. Vor heimischem Publikum verloren die Belgier im Finale mit 1:3 gegen die deutsche Mannschaft. 2014 trafen die Belgier und die Deutschen bei der Weltmeisterschaft in Den Haag im Spiel um Platz 5 aufeinander, die Belgier gewannen mit 4:2. Ebenfalls Fünfte wurden die Belgier bei der Europameisterschaft 2015 in London. 2016 bei den Olympischen Spielen in Rio de Janeiro gewannen die Belgier im Halbfinale mit 3:1 gegen die Niederländer. Im Finale unterlagen sie den Argentiniern mit 2:4.
2017 erreichten die Belgier bei der Europameisterschaft in Amstelveen das Finale mit einem Halbfinalsieg über die Deutschen nach Shootout. Im Finale gewannen die Niederländer mit 4:2. Die Weltmeisterschaft 2018 wurde im indischen Bhubaneswar ausgetragen. Die Belgier belegten in ihrer Vorrundengruppe den zweiten Platz hinter der indischen Mannschaft. Mit Siegen über die pakistanische Mannschaft und über die deutsche Mannschaft erreichten die Belgier das Halbfinale und gewannen dort mit 6:0 gegen die Engländer. Im Finale siegten die Belgier mit 3:2 im Shootout gegen die Niederländer und gewannen erstmals den Weltmeistertitel. Bei der Europameisterschaft 2021 gewannen die Belgier die Bronzemedaille. Zwei Monate später gewannen die Belgier bei den Olympischen Spielen in Tokio das Finale gegen die Australier im Penaltyschießen.
Bei der Weltmeisterschaft 2023 in Bhubaneswar erreichten die Belgier erneut das Finale, diesmal unterlagen sie der deutschen Mannschaft im Penaltyschießen.
Insgesamt bestritt Dockier bis April 2021 über 200 Länderspiele für Belgien.